# Intefe III
Intefe III (em egípcio: In-it.f) ou Antefe III, cujo nome de Hórus era Naquetenebetepenefer (em egípcio: Nḫt-nb-tp-nfr), foi o quinto faraó da XI dinastia durante o Primeiro Período Intermediário. De acordo com o Papiro de Turim, ele reinou durante oito anos, porém as datas de seu reinado não são precisas. As datas estimuladas de seu reinado são: 2 069–2 061 a.C., 2 063–2 055 a.C. e 2 016–2 009 a.C..
Em seu reinado, Intefe era diligente no exército egípcio. Tomou conta dos extensos territórios do Alto Egito, que herdara de seus antecessores, como seu pai Intefe II e seu avô Mentuotepe I. Intefe III expandiu seu reino, conquistando áreas em Assiute, localizado no norte do nome de Abidos.
Intefe faleceu no mesmo lugar onde seus predecessores morreram, e também foi colocado em uma tumba de Safe em Safe Elbacar, mas sem qualquer inscrição.